# Спеціальна операція

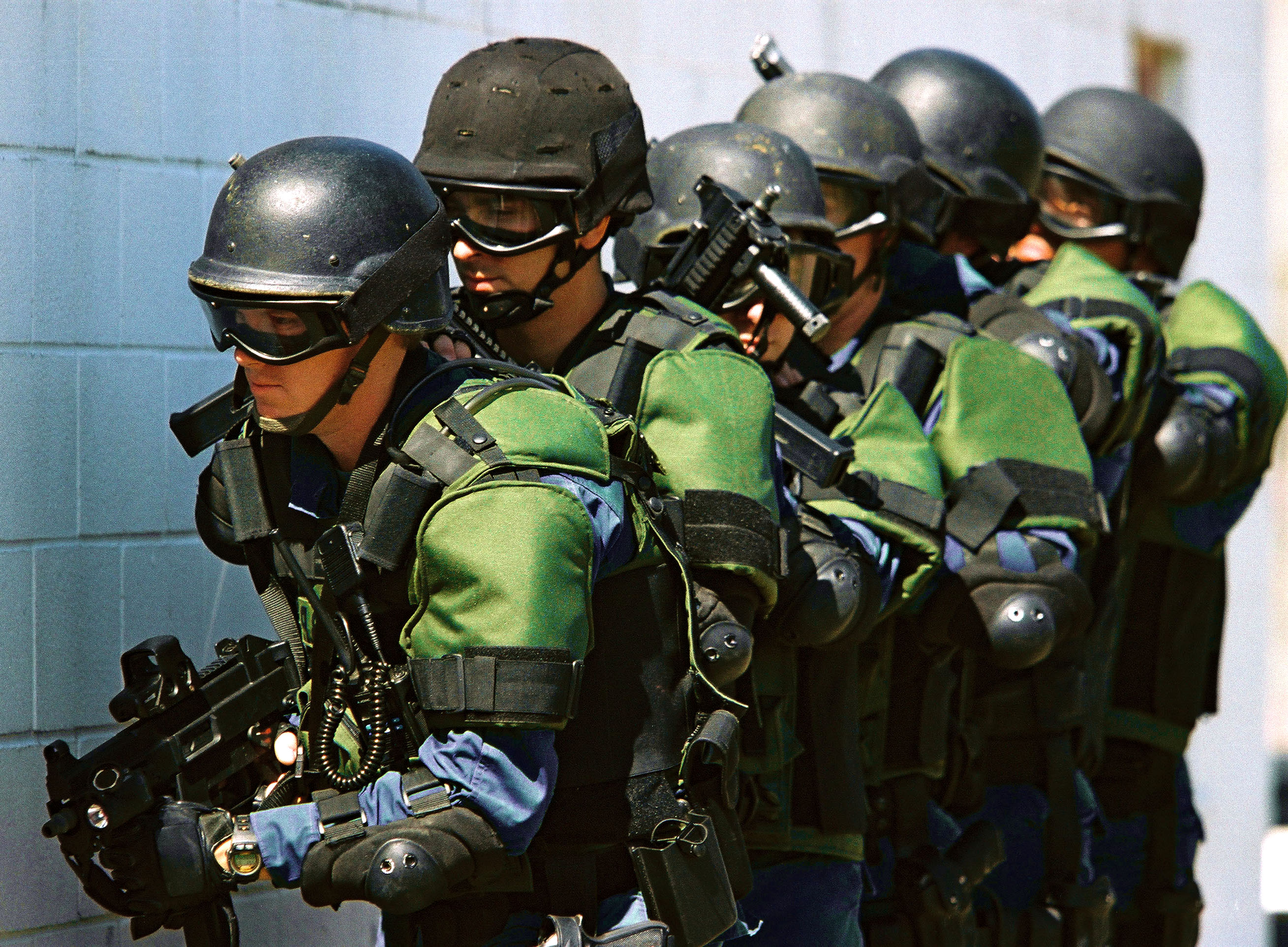
Підрозділ сил спеціальних операцій прикордонно-митної служби США

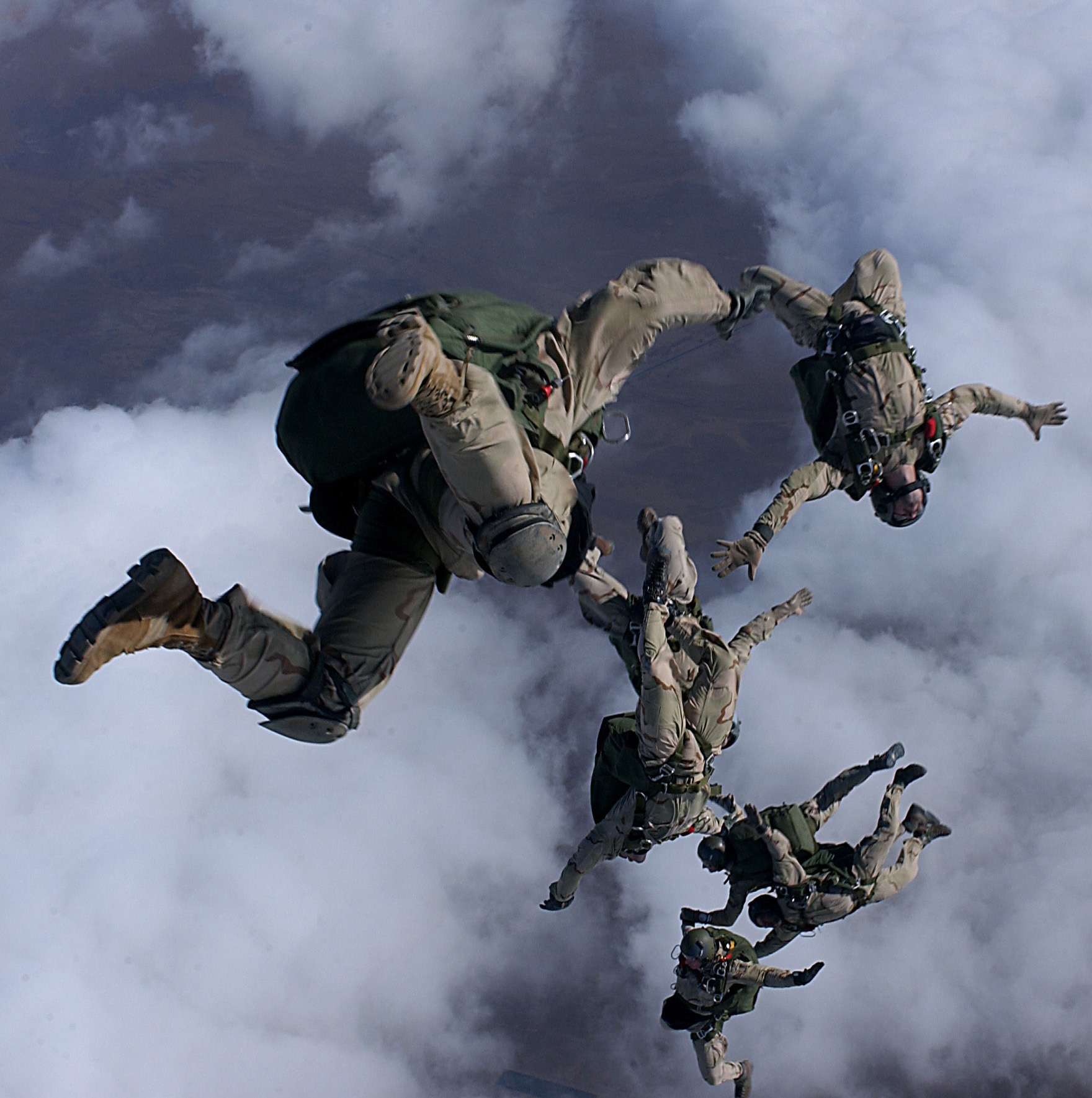
Десантники спеціального рятувального ескадрону з бази ВПС Нелліс, Невада, здійснюють затяжний бойовий стрибок з висоти 4 км у ході операції «Непохитна свобода» з літака HC-130P/N. 23 лютого 2003

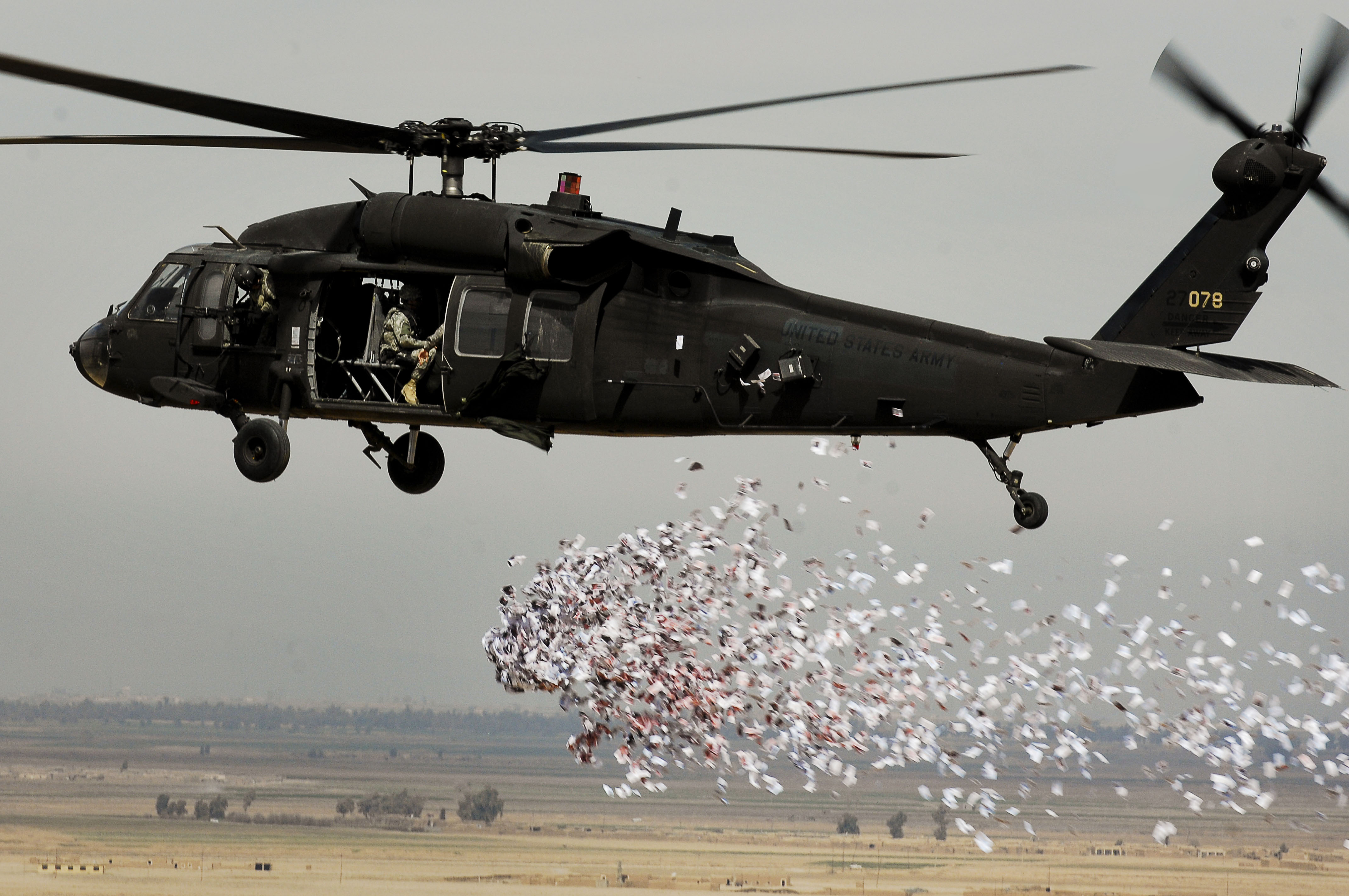
Заходи інформаційно-психологічної операції: розповсюдження листівок з борту вертольоту UH-60 «Блек Хок». Ірак. 6 березня 2008

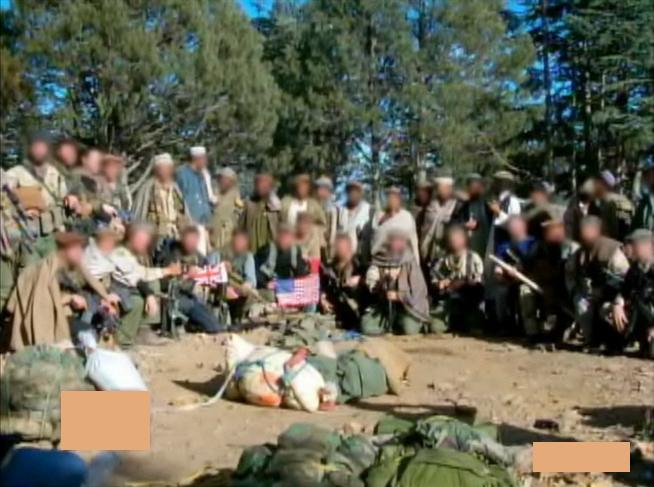
Американські та британські підрозділи сил спеціальних операцій у Тора-Бора. Афганістан. 2001

Спеціальна операція військ (сил) — загальновживане поняття, що набуло широкого вжитку у різних сферах діяльності силових структур та правоохоронних органів світу з другої половини 20 століття.

## Зміст

### Військова справа
Спеціальна операція військ (сил) у військовій справі — воєнні дії, що проводяться спеціально створеними, організованими, підготовленими, оснащеними й забезпеченими силами спеціальних операцій, що комплектуються ретельно підібраним особовим складом, з використанням спеціальної тактики, і технічних засобів, які є не притаманними військовим формуванням регулярних збройних сил. Спеціальні операції проводяться в усьому діапазоні збройного конфлікту або у мирний час самостійно, у координації або спільно з діями звичайних сил, для досягнення політичних, воєнних, інформаційних та економічних цілей.
Спеціальні операції відрізняються від звичайних операції ступенем фізичного і політичного ризику, оперативними методами реалізації завдань, режимом роботи, і високою залежністю від деталізованої розвідувальної, оперативної інформації про ціль (об'єкт), регіон проведення спеціальних дій тощо. Спеціальні операції проводяться у будь-якому середовищі, але найпоширенішим ареною застосування сил спеціальних операцій є найвіддаленіші або політично чутливі середовища, де застосування регулярних формувань збройних сил неможливо або обмежене.
Через те, що спеціальні операції проводяться у незнайомому, ворожому середовищі або політично нестабільній обстановці для досягнення воєнних цілей, вони спричиняють воєнний, дипломатичний, інформаційний або економічний ефект на супротивника. Тому, операції такого роду повинні бути скритними, обачливими та малопомітними.
Успіх проведення спеціальної операції залежить від індивідуальної та загальної навченості невеликого підрозділу за багатьма спеціальностями; часто нетрадиційна оперативна майстерність якого поєднується з адаптацією, імпровізацією, інновацією і впевненістю у власних силах. Невеликий за чисельністю склад, унікальні можливості та самодостатність на обмежений період часу оперативних підрозділів сил спеціальних операцій можуть забезпечувати успішне виконання завдань за призначенням.
Спеціальні операції можуть проводитись шляхом безпосереднього впливу на противника у бойових умовах, так наприклад, під час раптового нападу на важливий об'єкт, або опосередковано, наприклад, шляхом надання військової допомоги в організації підготовки та забезпеченні місцевих сил оборони. У більшості випадків результати, як правило, незрівняні з складом і чисельністю залучених підрозділів.
Основними рисами, що відрізняють звичайну військову операцію від спеціальної є просторово-часовий розмах їх проведення, кількість особового складу, що залучається, ступінь секретності при підготовці та проведенні спеціальних дій тощо.
Форми проведення спеціальних операцій:
- спеціальна розвідка;
- прямі бойові дії;
- ведення нетрадиційних бойових дій;
- боротьба з тероризмом;
- боротьба з повстанцями (антиурядовим рухом);
- забезпечення і підготовка військових формувань дружних іноземних держав
- протидія розповсюдженню зброї масового ураження
- операції з цивільним населенням;
- дезінформаційна операція;
- психологічна операція;
- інформаційна операція.

### Правоохоронні органи
Спеціальна операція в правоохоронних органах — комплекс оперативних, розшукових, режимних, військових та інших заходів і дій, здійснюваних органами внутрішніх справ спільно з військовими формуваннями внутрішніх військ та іншими взаємодіючими силами в обмежений час, за загальним задумом і під єдиним керівництвом.